# ゴンドファルネス
ゴンドファルネス（GondopharnesまたはGondophares, ペルシア語形はヴィンダファルナ（Vindafarna 栄光ある勝利者）か?、在位：20年頃?）は、インド・パルティア王国の建設者とされている王。キリスト教の伝説において聖トマスの伝道に登場するインドの王として有名である。

## 来歴
彼はパルティアの大貴族で王族にも連なったスーレーン氏族の出身であった。パルティア王ミトラダテス2世の治世末期より混乱が続いていたパルティアにおいて、スーレーン氏族はその東部領域で勢力を拡大していた。1世紀頃スーレーン氏族の有力者となったゴンドファルネスは、ミトラダテス2世の治世以来アラコシアやドランギアナなどに移住していたサカ人を征服し、彼以前に北西インドで勢力を持っていたインド・スキタイ王国最後の王アゼス2世などの勢力を引き継いで北西インドにインド・パルティア王国と呼ばれる一大国家を築き上げた。アゼス2世らの出自や、ゴンドファルネスとの関係などについて詳細はよくわかっていない。
またユスティヌスの記録には、この時期にカブール川上流にあったギリシア人王国の王ヘルマイオスがパルティア人に滅ぼされたとあるが、このパルティア人とはゴンドファルネスのことであるという説もある。こうして現在のアフガニスタンの一部、パキスタン、インド北西部にいたる巨大な領域を支配した。彼の在位年数はよくわかっていないが、30年近く統治したであろうと言われる。ゴンドファルネスの死後、その甥のアブダガセス1世が跡を継いだが、最後の王パコレスや名門アスヴァヴァルマ家のササなどのパルティア人やサカ人の総督達が各地で自立し、その支配地は縮小した。彼らが互いに争っていたことは『エリュトゥラー海案内記』などに僅かに記されている。

## ゴンドファルネスの統治
ゴンドファルネスの統治政策についてはほとんど知られていない。その勢力範囲は主に彼が発行したコインの出土状況から推測されている。またアゼス2世時代の領主がゴンドファルネスの治世にもそのままの地位にあったことが知られるなど、彼の統治体制は、土着の王に対し彼の覇権を認めさせることによって成立していたと考えられ、ゴンドファルネス死後、その領土はただちに分解を始めた。
ゴンドファルネスは当時のパルティア本国のパルティア人と同じくヘレニズム的な称号を用いていたことが知られる。
- 救世主たる王 （バシレウス・ソテロス）
- 諸王の王 （バシレウス・バシレオン）
- 支配者 （アウトクラトール）

といった称号が用いられ、またサンスクリット語ではマハーラージャ（大王）の語が用いられた。またコインの様式はパルティア風のものやサカ風のものが並行して発行され、彼の領土内においてサカ人の勢力が強かったことを窺わせる。

## 聖トマスとグンダファル王
キリスト教徒の伝説の1つ聖トマス伝によれば、12人の使徒は各地へ分担して伝道を行うことを決め、その1人聖トマスはインドへ向かうことになったが気が進まず出発せずにいた。ちょうどその時インドの王グンダファルが大工を求めてシリアにハッバーンという名の使者を送った。そして主イエスが現れ聖トマスをインドへ行かせるためにハッバーンに聖トマスを奴隷として売ってしまった。こうして聖トマスはインドに赴き、グンダファル王に宮殿を建設するように命じられて資金を与えられたが、聖トマスはこれを貧しい人々に施してしまった。こうすることで天国に宮殿を建てることができると説いたがグンダファル王は怒り、聖トマスは幽閉されてしまった。しかし、グンダファル王の弟ガドが死んで天国に行くと、彼は聖トマスの善行によって造られた宮殿を見た。ガドは生き返り、このことをグンダファル王に伝えた。その結果グンダファル王はキリスト教に帰依した。
この伝説に登場するグンダファル王がゴンドファルネスのことであるのは確実である。彼の弟とされるガドは実在の確認ができない。ゴンドファルネスが発行したコインの中には、彼の名をグダ（Guda）、ガダ（Gada）などと省略した形で記したものがあり、これが別人の名であると誤認された結果、ガドという弟がいることになったといわれている。
ゴンドファルネスが実際にキリスト教に改宗したのかどうかについては議論がある。彼が発行した初期のコインにはニケなどが刻まれており、初期においては彼の宗教観はヘレニズムの影響下にあったとされる。後に「神に忠実なる者」など、当時あまり一般的ではない称号を用いた事で知られ、これらは彼がキリスト教に改宗したとする説においては有力な証拠とされる。